# 史都伊
史都伊（英語：Stewie，2005年—2013年2月4日）是美國的一隻緬因貓。2010年，從鼻頭到尾骨長達123公分的牠入選金氏世界紀錄「世界最長家貓」。

## 生平
史都伊剛被主人漢得森夫婦剛飼養時只有3個半月大，但之後的數年間牠不斷地長長。由於許多親友都驚嘆於史都伊的身長，漢得森夫婦決定幫牠申請金氏世界紀錄。2010年，史都伊正式入選金氏世界紀錄，牠從從鼻頭到尾骨共長達123公分，比上名紀錄保持者（芝加哥的另隻緬因貓）還要長出1.3公分。
後來史都伊成為有正式執照的治療貓，時常受託造訪老年活動中心。
2013年2月4日，8歲的史都伊因癌症病逝，數百名牠的粉絲紛紛在Facebook上表示哀悼。